# District de Gangcheng
Le district de Gangcheng (钢城区 ; pinyin : Gāngchéng Qū) est une subdivision administrative de la province du Shandong en Chine. Il est placé sous la juridiction de la ville-préfecture de Laiwu.